# غوستاف ديتليف هنريتشز
غوستاف ديتليف هنريتشز (بالألمانية: Gustavus Detlef Hinrichs)‏ (و. 1836 – 1923 م) هو كيميائي، وفيزيائي، وأستاذ جامعي من ألمانيا .
توفي في سانت لويس (ميزوري)، عن عمر يناهز 87 عاماً.

## التعليم
تعلم في جامعة كوبنهاغن

## روابط خارجية
- غوستاف ديتليف هنريتشز على موقع الموسوعة البريطانية (الإنجليزية)